# 1043
1043 је била проста година.

## Догађаји
- 3. април – Едвард Исповедник је крунисан за краља Енглеске, као последњи владар из династије Весекс.

- Према мировном споразуму, Аустрија је добила земље од Угарске до Леите, чиме је достигла границе модерне Доње Аустрије.
- Крањска и Посавска област су уједињене.
- Венди су напали Јитланд.
- Нормани су почели да освајају јужну Италију од Византије и Арапа.
- Цар Хајнрих III је напао Угарску. Заузео је већи део земље. Петар је враћен на престо. Принц Андрија је прогнан у Русију.
- После Алексија Студита, Михаило Керуларије је изабран за патријарха Цариградског.
- Победа зетског кнеза Стефана Војислава над Византинцима. Успостављена је независност Кнежевине Зете.
- Побуна Ђорђа Манијака у Византији. Ђорђе је погинуо у бици код Солуна. Побуна је угушена.
- Цар Хајнрих III је доделио Безансону статус царског града.
- Заузимање Хорасана од стране Селџука. Почетак освајања Ирана.
- Због убиства руских трговаца у Цариграду, односи између Кијевске Русије и Византијског царства се нагло погоршавају.
- Пролеће-лето — Почетак последњег руско-византијског рата. Флота (400 бродова) под командом кнеза Владимира Новгородског, гувернера Вишате, Ивана Творимировича и (вероватно) Харалда Суровог кренула је против Византијског царства.
- Лето — Руска флота се приближава Цариграду. Након неуспешног покушаја да започну преговоре и наметну данак, Руси су напали Цариград.
- Лето — Византинци су, користећи техничку предност својих бродова и грчку ватру, победили Русе у бици код светионика Искреста близу Цариграда. Према летописним подацима, 6.000 руских ратника нашло се на обали и покушало да побегне у Староруску државу. На повратку, руска копнена војска је делимично истребљена од стране Византије, а делимично заробљена. Остаци руске флоте, заједно са Владимиром, вратили су се у Кијев.
- Поход руских трупа у помоћ краљу Казимиру у борби против мазовејског кнеза.
- Изјаслав I Јарославич се оженио Гертрудом (умрла после 1085), ћерком пољског кнеза Мјешка II Ламберта и сестром пољског кнеза Казимира I Обновитеља.

### Децембар
- Википедија:Непознат датум — Руско-византијски рат (1043)